# Reputation
A Reputation (stilizálva: reputation) Taylor Swift amerikai énekesnő-dalszerző hatodik stúdióalbuma, ami 2017. november 10-én jelent meg. Ez volt az utolsó albuma a Big Machine Records gondozásában. Swift az albumot a nyilvános szerepléstől való visszavonulása alatt készítette el, az ötödik stúdióalbumát, az 1989-et (2014) követő, magánéletét és hírnevét érintő mértéktelen bulvárlapi nyomás hatására.
A Trónok harca című fantasy-sorozat által inspirált album szövegvilágát két részre osztotta: az egyik a hírnév árnyoldalairól és az ebből fakadó dühről szól, a másik pedig a zűrzavar közepette tapasztalható szeretetről. A Reputation című elektropop-, R&B- és trap-lemezen főként Jack Antonoff-fal, Max Martinnal és Shellbackkel dolgozott együtt, a lemez erőteljes elektronikus produkciója dobgépekből, lüktető szintetizátorokból, mesterséges vokálokból, valamint olyan műfajok hatásaiból áll, mint a hiphop és az EDM.
Swift elzárkózott az albumot népszerűsítő sajtóinterjúktól, amit a korábbi kiadványok esetében megtett. Kiürítette a weboldalát és a közösségi média fiókjait, ami széles körű internetes figyelmet keltett, és azóta más előadók promóciós kampányaira is hatással van. A Reputationt két nemzetközi Top 10-es kislemez előzte meg, a Look What You Made Me Do és a ...Ready for It?, amelyek közül az előbbi listavezető volt, beleértve az amerikai Billboard Hot 100-as listát, és eladási és streaming rekordokat döntött. Az utolsó nemzetközi kislemez, a Delicate az amerikai Billboard rádiós slágerlisták élén végzett. A kritikusok általában pozitív kritikákkal fogadták az albumot; néhányan durvának ítélték a témát és a hangzást, de a legtöbben dicsérték Swift dalszerzését, amiért az intimitást és a sebezhetőséget ábrázolja. A visszatekintő kritikák a Reputationt a kísérletezés és az érzelmi fejlődés albumaként jellemezték Swift számára.
A Reputation volt Swift negyedik egymást követő albuma, amely az amerikai Billboard 200-as lista élén debütált egymillió feletti első heti eladással; négy hetet töltött a lista élén. Ezen kívül olyan országokban is vezette az albumlistákat, mint Ausztrália, Kanada és az Egyesült Királyság. Ez volt a 2017-es év legkelendőbb női albuma, több mint 4,5 millió eladott példánnyal. Swift az album népszerűsítésére elindult a Reputation Stadium Tour (2018) elnevezésű turnéjára, amely minden idők legnagyobb bevételt hozó észak-amerikai koncertkörútja lett. A Reputationt a 61. Grammy-gálán jelölték A legjobb popalbum kategóriában, valamint a Slant Magazine listáján a 2010-es évek legjobb albumai között szerepelt.

## Számlista
Közreműködők az albumjegyzet alapján.
| 1.    | ...Ready for It?                                 | Taylor Swift Max Martin Shellback Ali Payami                     | Martin Shellback Payami | 3:28 |
| 2.    | End Game (Ed Sheeran és Future közreműködésével) | Swift Martin Shellback Sheeran Nayvadius Wilburn                 | Martin Shellback Ilya   | 4:04 |
| 3.    | I Did Something Bad                              | Swift Martin Shellback                                           | Martin Shellback        | 3:58 |
| 4.    | Don’t Blame Me                                   | Swift Martin Shellback                                           | Martin Shellback        | 3:56 |
| 5.    | Delicate                                         | Swift Martin Shellback                                           | Martin Shellback        | 3:52 |
| 6.    | Look What You Made Me Do                         | Swift Jack Antonoff Richard Fairbrass Fred Fairbrass Rob Manzoli | Swift Antonoff          | 3:31 |
| 7.    | So It Goes…                                      | Swift Martin Shellback Oscar Görres                              | Martin Shellback Görres | 3:47 |
| 8.    | Gorgeous                                         | Swift Martin Shellback                                           | Martin Shellback        | 3:29 |
| 9.    | Getaway Car                                      | Swift Antonoff                                                   | Swift Antonoff          | 3:53 |
| 10.   | King of My Heart                                 | Swift Martin Shellback                                           | Martin Shellback        | 3:34 |
| 11.   | Dancing with Our Hands Tied                      | Swift Martin Shellback Oscar Holter                              | Martin Shellback Holter | 3:31 |
| 12.   | Dress                                            | Swift Antonoff                                                   | Swift Antonoff          | 3:50 |
| 13.   | This Is Why We Can’t Have Nice Things            | Swift Antonoff                                                   | Swift Antonoff          | 3:27 |
| 14.   | Call It What You Want                            | Swift Antonoff                                                   | Swift Antonoff          | 3:23 |
| 15.   | New Year’s Day                                   | Swift Antonoff                                                   | Swift Antonoff          | 3:55 |
| 55:38 |                                                  |                                                                  |                         |      |

## Minősítések és eladási adatok
| Régió | Minősítés       | Eladott példányszám |
| --- | --------------- | ------------------- |
| Ausztrália (ARIA) | 3x Platinalemez | 210 000‡            |
| Ausztria (IFPI Austria) | Platinalemez    | 15 000‡             |
| Belgium (BEA) | Platinalemez    | 20 000‡             |
| Dánia (IFPI Danmark) | Platinalemez    | 20 000‡             |
| Egyesült Államok (RIAA) | 3x Platinalemez | 3 000 000‡          |
| Egyesült Királyság (BPI) | 2x Platinalemez | 600 000‡            |
| Franciaország (SNEP) | Aranylemez      | 50 000‡             |
| Japán (RIAJ) | Aranylemez      | 100 000^            |
| Lengyelország (ZPAV) | Platinalemez    | 20 000‡             |
| Mexikó (AMPROFON) | Platinalemez    | 60 000‡             |
| Németország (BVMI) | Aranylemez      | 100 000‡            |
| Norvégia (IFPI Norway) | Aranylemez      | 10 000*             |
| Olaszország (FIMI) | Aranylemez      | 25 000‡             |
| Spanyolország (PROMUSICAE) | Aranylemez      | 20 000‡             |
| Svédország (GLF) | Platinalemez    | 40 000‡             |
| Szingapúr (RIAS) | Platinalemez    | 10 000*             |
| Új-Zéland (RMNZ) | 4x Platinalemez | 60 000‡             |
| * Eladási példányszámok kizárólag a minősítés alapján. ^ Kiszállítási példányszámok kizárólag a minősítés alapján. ‡ Eladási+streaming példányszámok kizárólag a minősítés alapján. |                 |                     |

## Megjelenési történet
| Régió            | Dátum              | Formátum(ok)                 | Változat(ok) | Kiadó(k)        | For.          |
| ---------------- | ------------------ | ---------------------------- | ------------ | --------------- | ------------- |
| Világszerte      | 2017. november 10. | CD digitális letöltés        | Standard     | Big Machine     | [ 19 ] [ 20 ] |
| Japán            | 2017. november 10. | CD+ DVD                      | Deluxe       | Universal Music | [ 21 ]        |
| Brazília         | 2017. november 24. | CD                           | Standard     | Universal Music | [ 22 ]        |
| Világszerte      | 2017. december 1.  | Streaming                    | Standard     | Big Machine     | [ 23 ]        |
| Egyesült Államok | 2017. december 15. | LP                           | Standard     | Big Machine     | [ 20 ]        |
| Egyesült Államok | 2017. december 29. | Kazetta                      | Standard     | Big Machine     | [ 24 ]        |
| Világszerte      | 2018. március 9.   | Digitális letöltés streaming | Karaoke      | Big Machine     | [ 25 ] [ 26 ] |
| Egyesült Államok | 2018. május 18.    | CD+G+DVD                     | Karaoke      | Big Machine     | [ 27 ]        |